# Romanzero

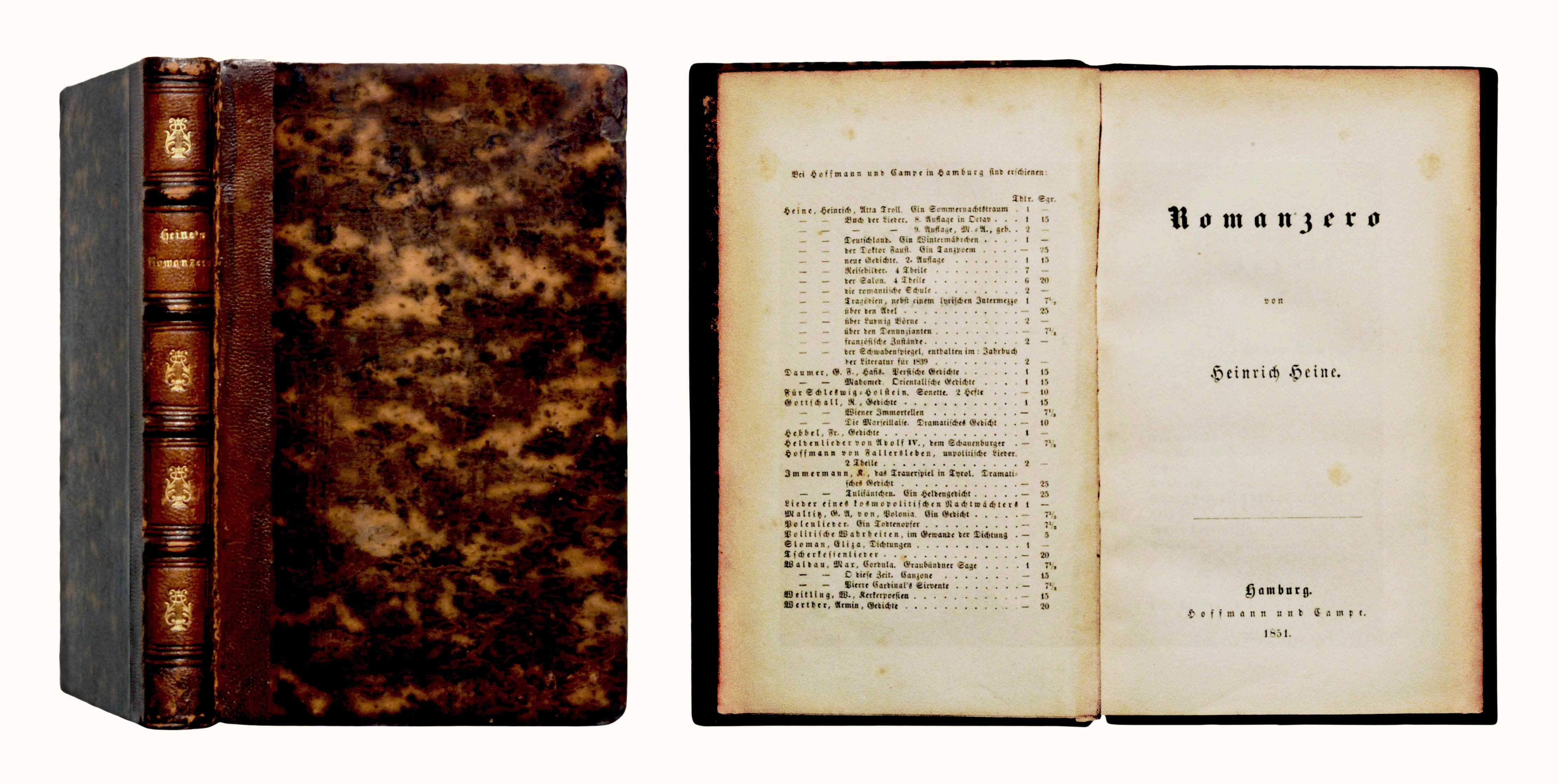
Zeitgenössischer Einband und Titelblatt der Erstausgabe

Romanzero ist der Titel von Heinrich Heines drittem (die im Buch der Lieder aufgegangene Sammlung Gedichte von H. Heine, Berlin 1822, nicht gerechnet) und letztem Gedichtband. Er erschien 1851 beim Verlag Hoffmann und Campe in Hamburg.
Den größten Teil der Gedichte des Romanzero schrieb Heine zwischen 1848 und 1851. Zu dieser Zeit war Heine bereits sehr krank; seine letzten Lebensjahre verbrachte er in seiner „Matratzengruft“ in Paris, bevor er 1856 seiner langen und beschwerlichen Krankheit erlag. Er selbst vermutete, an Syphilis erkrankt zu sein, Forschungen ergaben jedoch, dass er wahrscheinlich an einer chronischen Bleivergiftung starb. Durch seine körperliche Beeinträchtigung war er gezwungen, seinem Sekretär viele seiner Schriften zu diktieren, darunter (zumindest) Teile des Romanzero. 11 der 64 Gedichte in dieser Sammlung wurden zwar bereits vorher veröffentlicht; insgesamt präsentierte Heine jedoch im Gegensatz zu seinen vorhergehenden Gedicht-Bänden Buch der Lieder und Neue Gedichte erstmals überwiegend neuen Stoff.
Der Romanzero gliedert sich in drei Teile:
1. In den Historien behandelt Heine geschichtliche Ereignisse unterschiedlichster Art, angefangen von einer Anekdote über den ägyptischen König Rhampsenit und einen Dieb, über Gestalten wie König Karl I. von England und Marie-Antoinette bis hin zum Azteken-Gott Vitzliputzli.
2. Die Lamentationen thematisieren vorwiegend Krankheit, Tod und schwermütige Erinnerung. Exemplarisch sei das relativ umfangreiche Gedicht Lazarus genannt.
3. Die Hebräischen Melodien bestehen aus drei Gedichten mit spezifisch jüdischer Thematik: In Prinzessin Sabbath wird bildreich und gleichnishaft die Schönheit und spirituelle Bedeutung des Ruhetags geschildert. Jehuda ben Halevi berichtet vom Leben des gleichnamigen spanischen Dichters und Gelehrten, Disputation schließlich von einem mittelalterlichen Meinungswettstreit zwischen einem Rabbiner und einem Franziskaner.

Alle drei Bücher werden durch je ein zweistrophiges Gedicht im Kreuzreim eingeleitet, das eine allgemeine Lebensweisheit beinhaltet.
Eines der Hauptanliegen des „Romanzero“ ist das Aufdecken von Missständen, welche dem Volk deutlich gemacht werden sollen. Heine bedient sich dabei ironischer Stilmittel, die er pointiert einsetzt. In seinen oft mehrgliedrigen Gedichten setzt er sich kritisch mit Themen um Gesellschaft, Politik, Religion und der Literatur bzw. der literarischen Zukunft und in diesem Zusammenhang auch mit seiner eigenen Rolle als Dichter auseinander. In seine mythischen, sagen- und märchenhaften Stoffe integriert er z. T. aktuelle politische Themen. Darum wurde der Romanzero schon 1851 in Österreich verboten; in Preußen wurde das Buch polizeilich beschlagnahmt.